# Suzanne Henriette de Lorraine

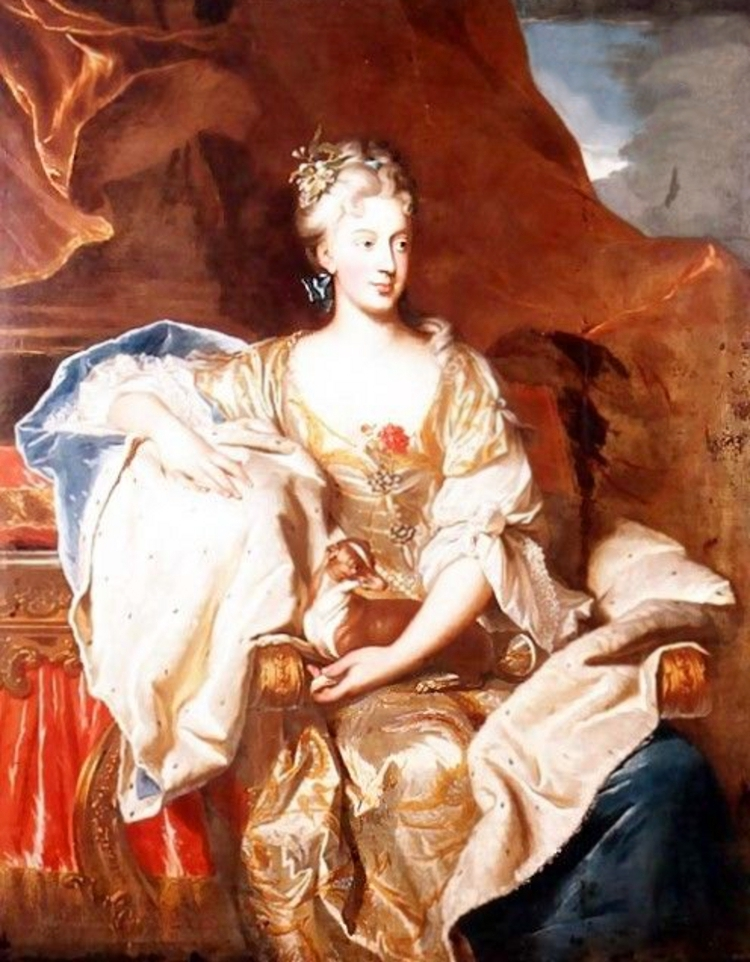
Suzanne Henriette de Lorraine, av Rigaud.

Suzanne Henriette de Lorraine, född 1 februari 1686, död 19 oktober 1710, hertiginna av Mantua och Monferrato; gift i Milano 8 november 1704 med hertig Ferdinand Karl Gonzaga av Mantua och Monferrato. 
Dotter till Charles III av Lorraine, hertig av Elbeuf, och Françoise de Montault de Navailles. 
Äktenskapet hade arrangerats för att maken behövde arvingar till sin tron efter sitt första barnlösa äktenskap, och för att hon hade passande rang eftersom hon hade titlarna "Ers Höghet" och "prinsessa", men det blev barnlöst. Efter makens död 1708 återvände hon till Paris, där hon blev inblandad i en rättsprocess om familjen de Guises förmögenhet. Enligt Louis de Rouvroy, hertig av Saint-Simon var hon en skönhet som dog av en långvarig sjukdom efter ett olyckligt liv, orsakat av ett bisarrt äktenskap.